# Шампань-сюр-Уаз
Шампань-сюр-Уаз (фр. Champagne-sur-Oise) — муниципалитет во Франции, в регионе Иль-де-Франс, департамент Валь-д'Уаз. Население — 4404 человек (2006). Муниципалитет расположен на расстоянии около 32 км севернее Парижа, 18 км северо-восточнее Сержи.

## Демография
Динамика населения (Cassini и INSEE):